# Згорнє Шкофіє
Згорнє Шкофіє (словен. Zgornje Škofije) — поселення в общині Копер, Регіон Обално-крашка, Словенія. Висота над рівнем моря: 117,9 м.